# Rhacoma uragoga
Rhacoma uragoga là một loài thực vật có hoa trong họ Dây gối. Loài này được (Jacq.) Baill. miêu tả khoa học đầu tiên năm 1877.